# Marcel Roland
Pour les articles homonymes, voir Roland (homonymie).
Joseph Christian Marcel Roland, né le 26 août 1879 à Sète (Hérault) et mort le 11 octobre 1955 à Cremps (Lot), est un écrivain français, célèbre par ses ouvrages de vulgarisation scientifique publiés au Mercure de France.
Il est aussi connu des amateurs d'anticipation ancienne pour sa série de romans des Temps futurs, dont le troisième tome, La Conquête d'Anthar, obtient le prix Excelsior en 1913. Il complète ce cycle en 1909, en publiant une série de « Contes inédits des Temps Futurs » regroupés pour la première fois en 2020, dans l'anthologie Microscopes et Télescopes suivi de Contes inédits des Temps futurs (Flatland).
Il collabore à de nombreux périodiques : « Il tient, entre autres, les rubriques « Le Carnet à souches » dans La Critique indépendante, « La Science et les Hommes » dans La Liberté, « Les Bois, les champs et les jardins » dans Candide et « La Nature » dans Mercure de France ».
En 1907, il publie le roman Prosper Batignat, homme de lettres (Le Prolétariat intellectuel), aux Éditions de Vox. Il réutilise par la suite ce personnage dans plusieurs chroniques et billets d'humeur.
Il dédie son roman Osmant-le-Rajeunisseur à Serge Voronoff.
En 1923, il reçoit le prix Maurice-Renard pour l'ensemble de son œuvre.
Il épouse Marguerite Feuillade en 1903, à Paris. Leur fils unique, Yves, meurt en 1929, asphyxié par l’oxyde de carbone dans la salle de bain de ses parents.
Il était un ami de la famille de Jean-Henri Fabre et allait souvent à l'Harmas. Il était aussi l'ami de Marius Roustan, sénateur de l'Hérault.
Il est inhumé au cimetière du Père-Lachaise (16e division).

## Œuvre

### Romans
- Les Insomnies (Poèmes), Ollendorff, 1901. Préface de Fernand Gregh.
- Prosper Batignat, homme de lettres (Le Prolétariat intellectuel), Éditions de Vox, 1907.
- Madame Roland (Une Idylle sous la Révolution), Librairie Cocuaud, 1909.
- Le Faiseur d'or, Flammarion, 1914. Roman prépublié dans L'Écho de Paris du 30 juin 1913 au 18 août 1913.
- Quand le phare s'alluma, Flammarion, 1923. Roman prépublié dans Le Figaro en 1922.
- Osmant le rajeunisseur, Albin Michel, 1925. Roman prépublié dans La Liberté, en 1923.

Romans des Temps futurs :
- Le Presqu'homme, Bibliothèque générale d'éditions, 1907. Roman prépublié dans La Pensée, en 1905.
- Le Déluge futur, journal d'un survivant, Fayard, 1911. Roman prépublié dans Touche à Tout, en 1910.
- La Conquête d'Anthar (Roman inédit des “Temps futurs”), Pierre Lafitte, 1914. Roman prépublié dans Excelsior en 1913.

### Essais
- Tableau de Lilliput, ou essai sur les infusoires, Rieder, 1928.
- « Comment on vivra dans un quart de siècle » (Article, 1928). En ligne : archéoSF
- Les Musiciens de l'été ou Essai sur les Insectes chanteurs, Rieder, 1931, tiré à seulement 650 exemplaires numérotés.
- Éros au Jardin ou l'Amour chez les insectes, Rieder, 1934.
- Alfred Moquin-Tandon : Un Naturaliste à Paris sous Louis-Philippe, Mercure de France, 1946.
- Parmi les insectes et devant la Nature, Éditions Durel, 1950.

Vues sur le monde animal :
- Vie et Mort des Insectes (Vues sur le monde animal T. I), Mercure de France, 1936.
- La Féerie du Microscope (Vues sur le monde animal T. II), Mercure de France, 1937.
- La Grande leçon des petites bêtes (Vues sur le monde animal T. III), Mercure de France, 1939.
- Mimétisme et instincts de défense (Vues sur le monde animal T. IV), Mercure de France, 1941.
- Amour, Harmonie, Beauté (Vues sur le monde animal T. V), Mercure de France, 1943.
- Quelques bêtes... et moi (Vues sur le monde animal T. VI), Mercure de France, 1945.
- Chants d'oiseaux et Musiques d'insectes (Vues sur le monde animal T. VII), Mercure de France, 1946.
- Les Conquérants ailés : le doryphore, la sauterelle migratrice (Vues sur le monde animal T. VIII), Mercure de France, 1948.
- Les Bêtes nous parlent (Vues sur le monde animal T. IX), Mercure de France, 1949.
- Appel du bercail (Vues sur le monde animal T. X), Mercure de France, 1952.

### Nouvelles
- « La Mort de Sherlock Holmes » (1909), in Sherlock Holmes : L'Ombre du « Grand Détective », Bibliogs, 2016.
- « Sous la lumière inconnue », in Le Miroir no 52 du 23 mars 1913.
- « Sur le mur » (1913), in Le Bulletin des amateurs d’anticipation ancienne et de littérature fantastique no 221 bis de Noël 1998. En ligne : Sur l’autre face du monde
- « L’Échelon », in Le Journal des voyages du 3 mai 1914.
- « Le Serpent fantôme » (1914), in Le Boudoir des Gorgones no 1 d’octobre 2001.
- « La Fin des géants (Légende Scandinave) » (1925), in Le Rocambole no 15 de été 2001.

Contes inédits des Temps Futurs :
- « La Victoire des œufs »
- « La Révolte des Infusoires »
- « L’Étoile d’Amour » En ligne : Amicale Des Amateurs de Nids À Poussière
- « “Le Vautour” »
- « La Machine » En ligne : La Porte ouverte